# Altmannsrot
Altmannsrot ist ein Teilort von Schrezheim, einem Stadtteil von Ellwangen (Jagst).

## Beschreibung
Altmannsrot liegt etwa 4,5 Kilometer westlich von Ellwangen und etwa vier Kilometer nordwestlich von Schrezheim. Der Ort hat über zwei Dutzend Hausnummern, dazu einige landwirtschaftliche Nebengebäude und eine kleine Kapelle zur Schmerzhaften Muttergottes. Mit einer im Norden bei Griesweiler an der K 3231 ansetzenden und dann ostwärts über die Bahnmühle zur L 1060 bei Eggenrot führenden Nebenstraße ist er ans Straßennetz angeschlossen.
Unweit südlich des Ortes fließt der in den Glasweiher und somit in den Rotenbach entwässernde Sägbach.
Durch den Ort führt der Abschnitt Hohenberg–Ellwangen des Main-Donau-Bodensee-Wegs (Hauptwanderweg 4) des Schwäbischen Albvereins, der dort auf der genannten Nebenstraße verläuft.

## Geschichte
Der Weiler wurde das erste Mal um 1337 als Altmansroden erwähnt, als das Kloster Ellwangen im Ort begütert war. Der Ortsname bedeutet so viel wie Rodung des Altman. In späterer Zeit gehörte der Ort zur Herrschaft Adelmannsfelden.